# Hrabstwo Jeff Davis (Teksas)

Piramida wieku hrabstwa

Hrabstwo Jeff Davis – hrabstwo położone w USA, w regionie Trans-Pecos w zachodnim Teksasie. Utworzone w 1887 r. Siedzibą hrabstwa jest Fort Davis. Według spisu w 2020 roku populacja spadła poniżej 2 tys. mieszkańców i  tym samym Jeff Davis należy do najsłabiej zaludnionych hrabstw stanu Teksas (0,32 os./km²). Hrabstwo znane jest z pasma górskiego Davis Mountains.

## Sąsiednie hrabstwa
- Hrabstwo Reeves (północ)
- Hrabstwo Pecos (wschód)
- Hrabstwo Brewster (południowy wschód)
- Hrabstwo Presidio (południowy zachód)
- Gmina Guadalupe, Chihuahua, Meksyk (zachód)
- Hrabstwo Hudspeth (północny zachód)
- Hrabstwo Culberson (północ)

## Gospodarka
97% areału gospodarstw stanowią pastwiska.
- szkółkarstwo (24. miejsce w stanie), uprawa herbaty miętowej, orzechów pekan, jabłek, winogrona i brzoskwiń[4][5][3]
- hodowla bydła[4]
- turystyka[3].

## Miasta
- Valentine

## CDP
- Fort Davis

## Demografia
Mieszkańcy deklarują głównie pochodzenie meksykańskie (30,2%), angielskie (11,8%), niemieckie (7,1%), szwedzkie lub norweskie (5,7%), irlandzkie (4,9%) i „amerykańskie” (4,9%).